# Diploma avanzado de lengua francesa

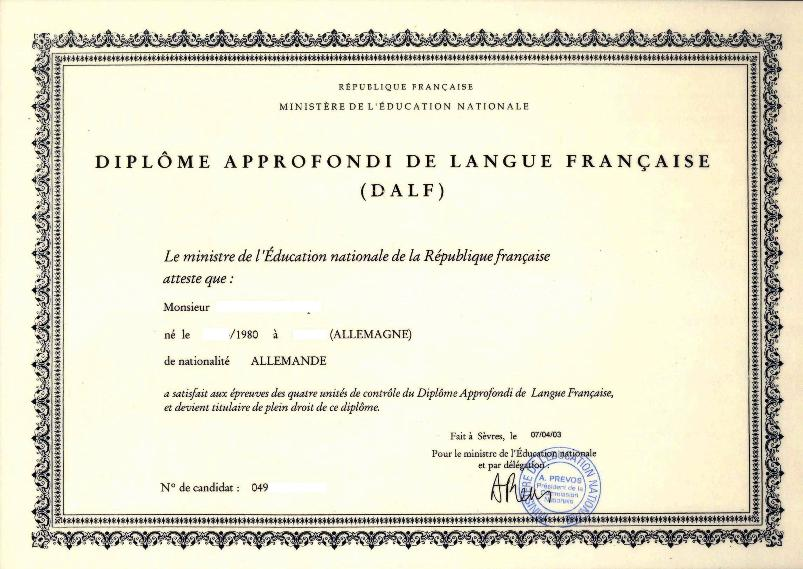
Diploma avanzado de lengua francesa

El Diploma avanzado de lengua francesa o DALF (Diplôme approfondi de langue française) es un certificado que expide el Ministerio de Educación Nacional de Francia y que acredita el nivel avanzado en la lengua francesa de candidatos extranjeros de países no francófonos.
Está compuesto por 2 diplomas independientes correspondientes a los niveles quinto y sexto del Marco Común Europeo de Referencia para las lenguas (MCER): DALF C1 y DALF C2.
Los otros 4 diplomas de nivel inicial e intermedio que completan los 6 niveles de conocimiento de este idioma son certificados a través del Diploma de estudios en lengua francesa o DELF (Diplôme d'études en langue française): DELF A1, DELF A2, DELF B1 y DELF B2.

## Los centros de francés
Todos los centros de enseñanza del idioma francés en Francia están listados en el Gran Directorio publicado en línea por la Agencia de Promoción del francés lengua extranjera en la siguiente web: http://www.fle.fr

## Exámenes

### DALF C1
En este nivel el alumno es capaz de comprender una amplia variedad de textos extensos y con cierto nivel de exigencia, así como reconocer en ellos sentidos implícitos. Sabe expresarse de forma fluida y espontánea sin muestras muy evidentes de esfuerzo para encontrar la expresión adecuada.
Puede hacer un uso flexible y efectivo del idioma para fines sociales, académicos y profesionales. Puede producir textos claros, bien estructurados y detallados sobre temas de cierta complejidad, mostrando un uso correcto de los mecanismos de organización, articulación y cohesión del texto.

### DALF C2
En este nivel el alumno es capaz de comprender con facilidad prácticamente todo lo que oye o lee. Sabe reconstruir la información y los argumentos procedentes de diversas fuentes, ya sean en lengua hablada o escrita, y presentarlos de manera coherente y resumida. Puede expresarse espontáneamente, con gran fluidez y con un grado de precisión que le permite diferenciar pequeños matices de significado incluso en situaciones de mayor complejidad.